# Morcín
Morcin ist eine Gemeinde (concejo in Asturien, entspricht municipio im übrigen Spanien) im Süden der autonomen Region Asturien in Spanien.
Die Gemeinde mit ihren 2.537 Einwohnern (Stand: 2024) hat eine Grundfläche von 50,05 km². Der Hauptort und Sitz der Gemeindeverwaltung ist Santa Eulalia de Morcín.

## Geschichte

### Namensherkunft
Es gibt verschiedene Theorien über den Ursprung des Wortes Morcín, die wahrscheinlichste ist wohl, die Herkunft aus dem römischen Mortecinio (stirbt von selbst) zu sehen, da der Rio Morcin so träge fließt, dass er beinahe stirbt.

### Vor- und Frühgeschichte
Aus dieser Zeit der Gemeinde liegen nur wenige Aufzeichnungen vor. Die archäologischen Arbeiten begannen erst Ende des 19. Jahrhunderts und liegen zu großen Teilen noch unter Verschluss, um Raubgräbern nicht die Tore zu öffnen. Bekannt sind Funde in den Höhlen von Sidrán, Tisones und Bostriz, wo Äxte, Messer, Faustkeile und Keulen aus der Steinzeit gefunden werden konnten. Die meisten dieser Funde deuten auf eine Besiedelung aus der Altsteinzeit und dem Magdalénien.
Der große Reichtum an Bodenschätzen hat auch die Etrusker, Griechen und Phönizier an die Ufer Asturiens getragen, wobei für die Anwesenheit der Phönizier nur wenige Belege sprechen.
Die Bodenschätze der Region waren auch Ziel der Römer, die trotz heftigstem Widerstand der Etrusker das Gebiet 40 v. Chr. eroberten und kolonisierten. Zahlreiche Gräber aus dieser Zeit belegen den heftigen Widerstand.

### Christianisierung und Mittelalter
Funde von christlichen Gräbern aus dem 1. Jahrhundert, belegen die Ausbreitung des „neuen Glaubens“ bereits in dieser frühen Zeit. Die Hauptarbeit leistete hier der Legende nach der Apostel Jakobus der Ältere, was auch in späteren Jahrhunderten zu den berühmten Pilgerfahrten nach Santiago de Compostela auf dem heute wieder verstärkt angenommenen Jakobsweg führte. Die Arbeit des Apostels wurde durch einen rührigen Priester aus San Segundo fortgeführt und führte letztendlich zum noch heute tief verwurzelten Glauben der asturischen Bevölkerung. Im 19. Jahrhundert wurde der wohl wichtigste Fund aus dieser Zeit durch den deutschen Epigraphiker Emil Hübner in einem Palast an den Hängen des Monsacro gemacht: ein 4 m hohes christlich-römisches Epitaph, das heute in der Königlich-Preußischen Akademie der Wissenschaften zu sehen ist.

### Mittelalter bis heute
Aus diesem Zeitalter gibt es nichts Herausragendes, was sich aus der Geschichte Asturiens hervorheben würde. Allerdings spielte die Gemeinde eine wichtige Rolle in den letzten Kämpfen der Westgoten gegen die anstürmenden Mauren. Der Legende nach kam in den letzten Jahren der westgotischen Herrschaft der Edle Gunderich Argolida mit seiner Familie nach Santa Eulalia. Als sie von der Invasion der Mauren hörten, beschloss man, ein starkes Kontingent an Kämpfern zur Verteidigung des Landes und des Glaubens zu entsenden. Zu den wenigen Überlebenden der Schlacht am Río Guadalete gehörten unter anderen Pelayo und Bischof Urban von Oviedo. Zu Ehren der Gefallenen wurde eine Kirche in Santa Eulalia errichtet.

## Geographie und Klima

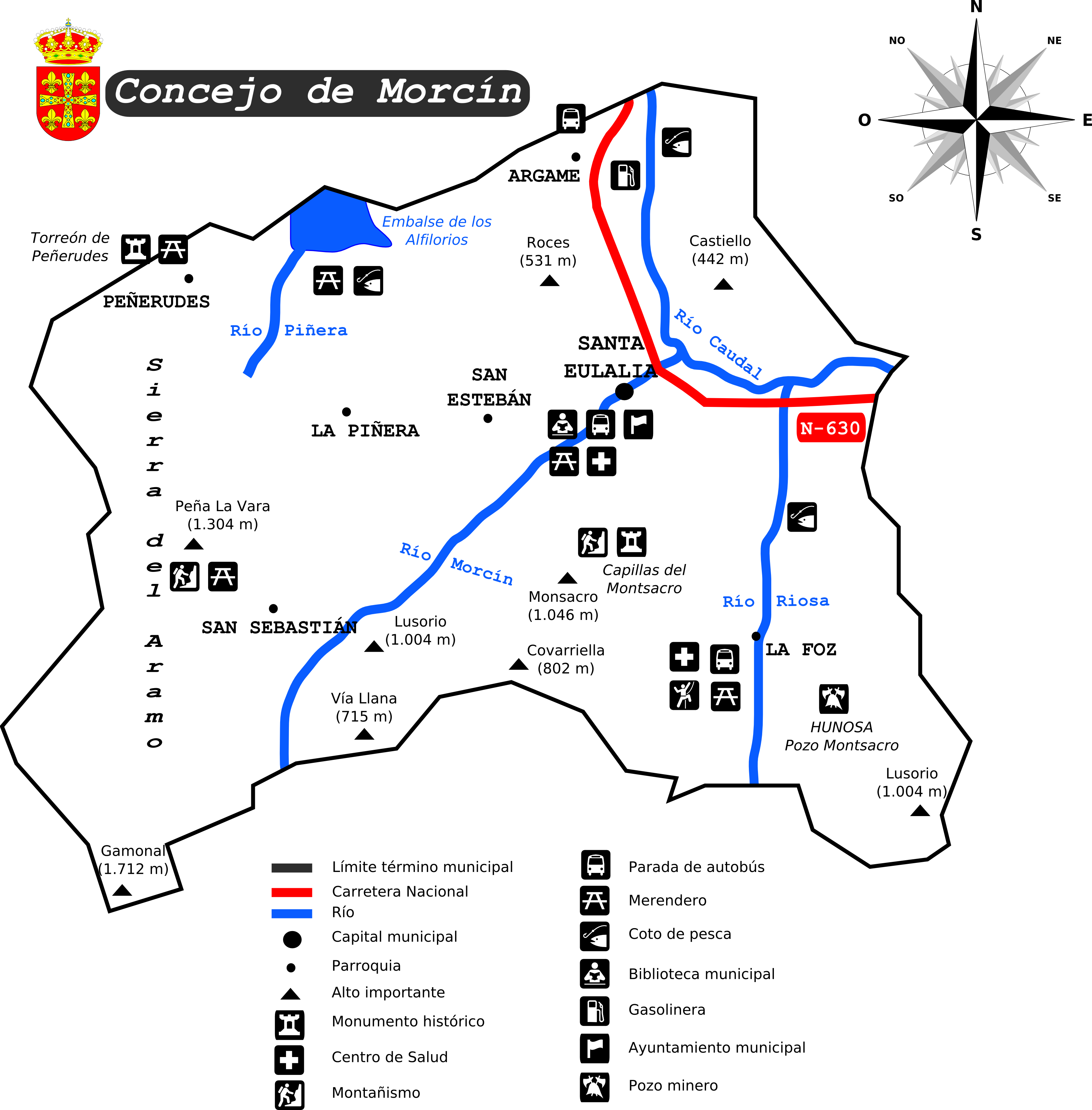
Verkehrswege der Gemeinde

Der Verwaltungsbezirk Morcin ist eingerahmt von Bergzügen entlang des Flusses Rio Caudal. Als höchster Berg sticht hier der Pico Gamonal, mit 1712 msnm hervor. Entlang dieser Bergzüge arbeiten nach wie vor Minen, in denen Eisen und Steinkohle abgebaut wird, einige dieser Minen wurden bereits in der Antike ausgebeutet.

### Gewässer
Die Flüsse Rio Caudal, Rio Riosa und Rio Morcin durchqueren den Verwaltungsbezirk, der Stausee „Embalse de los Alfilorios“, der durch den Río Pinera gespeist wird, wurde in den 60er Jahren fertiggestellt und ist mit seinen 517.000 m2 das größte stehende Gewässer der Gemeinde.

### Flora und Fauna
Die ausgedehnten Wälder entlang den Berghängen sind geprägt von Eichen, Rotbuchen, Eschen, Eiben und Kastanien, in den Flussniederungen finden sich vor allem Weiden, Birken und große Apfelhaine. Die Tierwelt ist reich an Wildschweinen, Wölfen, Füchsen, der seltenen Ginsterkatze, Steinmardern, eingewanderten Skunks, Dachsen und Riesenhörnchen.

## Politik
Die 2011 auf elf reduzierten Sitze im Gemeinderat verteilen sich wie folgt:
| Historische Entwicklung der Sitzverteilung im Gemeinderat von Mieres | Historische Entwicklung der Sitzverteilung im Gemeinderat von Mieres | Historische Entwicklung der Sitzverteilung im Gemeinderat von Mieres | Historische Entwicklung der Sitzverteilung im Gemeinderat von Mieres | Historische Entwicklung der Sitzverteilung im Gemeinderat von Mieres | Historische Entwicklung der Sitzverteilung im Gemeinderat von Mieres | Historische Entwicklung der Sitzverteilung im Gemeinderat von Mieres | Historische Entwicklung der Sitzverteilung im Gemeinderat von Mieres | Historische Entwicklung der Sitzverteilung im Gemeinderat von Mieres | Historische Entwicklung der Sitzverteilung im Gemeinderat von Mieres | Historische Entwicklung der Sitzverteilung im Gemeinderat von Mieres |
| Partei                                                               | 1979                                                                 | 1983                                                                 | 1987                                                                 | 1991                                                                 | 1995                                                                 | 1999                                                                 | 2003                                                                 | 2007                                                                 | 2011                                                                 | 2015                                                                 |
| -------------------------------------------------------------------- | -------------------------------------------------------------------- | -------------------------------------------------------------------- | -------------------------------------------------------------------- | -------------------------------------------------------------------- | -------------------------------------------------------------------- | -------------------------------------------------------------------- | -------------------------------------------------------------------- | -------------------------------------------------------------------- | -------------------------------------------------------------------- | -------------------------------------------------------------------- |
| PCE / IU / IU-BA / IU-Los Verdes                                     | 9                                                                    | 7                                                                    | 7                                                                    | 6                                                                    | 9                                                                    | 7                                                                    | 6                                                                    | 5                                                                    | 2                                                                    | 4                                                                    |
| PSOE                                                                 | 10                                                                   | 14                                                                   | 10                                                                   | 11                                                                   | 9                                                                    | 11                                                                   | 8                                                                    | 9                                                                    | 5                                                                    | 4                                                                    |
| CD / AP / PP                                                         | 1                                                                    | 4                                                                    | 4                                                                    | 5                                                                    | 7                                                                    | 7                                                                    | 7                                                                    | 7                                                                    | 1                                                                    | 1                                                                    |
| FAC                                                                  |                                                                      |                                                                      |                                                                      |                                                                      |                                                                      |                                                                      |                                                                      |                                                                      | 2                                                                    |                                                                      |
| MCE / MCA                                                            | 1                                                                    |                                                                      |                                                                      |                                                                      |                                                                      |                                                                      |                                                                      |                                                                      |                                                                      |                                                                      |
| UCD / CDS                                                            | 4                                                                    |                                                                      | 4                                                                    | 2                                                                    |                                                                      |                                                                      |                                                                      |                                                                      |                                                                      |                                                                      |
| DDM                                                                  |                                                                      |                                                                      |                                                                      | 1                                                                    |                                                                      |                                                                      |                                                                      |                                                                      |                                                                      |                                                                      |
| Somos Morcín                                                         |                                                                      |                                                                      |                                                                      |                                                                      |                                                                      |                                                                      |                                                                      |                                                                      |                                                                      | 1                                                                    |
| AMI                                                                  |                                                                      |                                                                      |                                                                      |                                                                      |                                                                      |                                                                      |                                                                      |                                                                      | 1                                                                    | 1                                                                    |
| Total                                                                | 25                                                                   | 25                                                                   | 25                                                                   | 25                                                                   | 25                                                                   | 25                                                                   | 21                                                                   | 21                                                                   | 11                                                                   | 11                                                                   |

## Wirtschaft
|                                   | Beschäftigte | Anteil in Prozent |
| TOTAL                             | 785          | 100               |
| --------------------------------- | ------------ | ----------------- |
| Ackerbau, Viehzucht und Fischerei | 48           | 6,11              |
| Industrie                         | 343          | 43,69             |
| Bauwirtschaft                     | 136          | 17,32             |
| Dienstleistungsbetriebe           | 258          | 32,87             |

Regionale Produkte

Die Gemeinde ist international bekannt für den Käse (Queso)
Afuega’l pitu, der hier produziert wird.

## Einwohnerentwicklung
Quelle: INE Grafische Aufarbeitung für Wikipedia 

## Parroquias
Morcin ist in sieben Parroquias gegliedert:
- Argame
- La Foz
- La Piñera
- Peñerudes
- San Esteban
- San Sebastián
- Santa Eulalia

## Kultur und Sehenswürdigkeiten

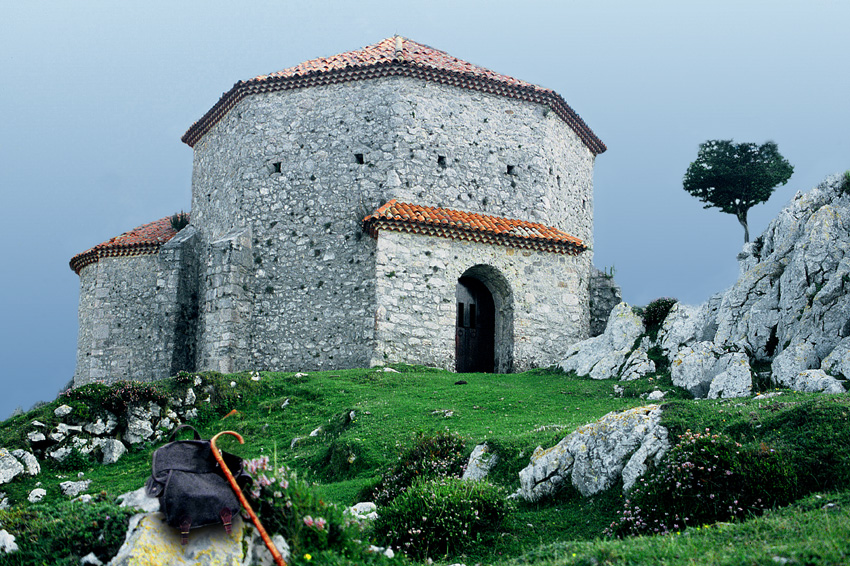
Die Kapelle auf dem Monsacro

- Museo Etnográfico de la Lechería, das 1922 gegründete Milch- und Käsemuseum[5] in La Foz.
- Capillas medievales del Monsacro Einsiedelei auf dem Berg Monsacro
- Wachturm Torre de Peñerudes[6]

### Regelmäßige Veranstaltungen (Fiestas)
Zahlreiche Veranstaltungen, die man auf der Website der Stadt unter aktualisiert nachlesen kann.

## Partnerstädte
- Kuba Arroyo Naranjo
- Westsahara Bir Enzaran
- Frankreich Lécousse